# روبرتث موران
روبرتث موران (انگلیسی: Ruberth Morán؛ زادهٔ ۱۱ اوت ۱۹۷۳) بازیکن فوتبال اهل ونزوئلا است.
از باشگاه‌هایی که در آن بازی کرده‌است می‌توان به باشگاه فوتبال کوردوبا، باشگاه فوتبال آرژانتینوس جونیورز، و باشگاه فوتبال اود اشاره کرد.
وی همچنین در تیم ملی فوتبال ونزوئلا بازی کرده‌است.